# Johny Léonard
Johny Léonard (* 3. října 1941 Bouneweg-Süd) je bývalý lucemburský fotbalista, útočník. 

## Fotbalová kariéra
Začínal v lucemburském klubu Union Lucemburk, se kterým získal v roce 1962 ligový titul a v dalších sezónách dvě vítězství v poháru. Dále hrál ve francouzské Ligue 1 za FC Metz, nastoupil v 65 ligových utkáních a dal 29 gólů. Po dvou sezónách přestoupil do belgického týmu KAA Gent, v belgické lize nastoupil v 52 ligových utkáních a dal 17 gólů. V Poháru mistrů evropských zemí nastoupil ve 2 utkáních, v Poháru vítězů pohárů nastoupil ve 4 utkáních a ve Veletržním poháru nastoupil v 8 utkáních. Za reprezentaci Lucemburska nastoupil v letech 1963-1970 v 16 utkáních a dal 4 góly. 

## Ligová bilance
| Ročník                        | Zápasy | Góly | Klub            |
| ----------------------------- | ------ | ---- | --------------- |
| 1. lucemburská liga 1960/1961 | -      | 9    | Union Lucemburk |
| 1. lucemburská liga 1961/1962 | -      | 16   | Union Lucemburk |
| 1. lucemburská liga 1962/1963 | -      | 18   | Union Lucemburk |
| 1. lucemburská liga 1963/1964 | -      | 22   | Union Lucemburk |
| 1. lucemburská liga 1964/1965 | -      | 18   | Union Lucemburk |
| 1. lucemburská liga 1965/1966 | -      | 23   | Union Lucemburk |
| 1. lucemburská liga 1966/1967 | -      | 21   | Union Lucemburk |
| Ligue 1 1967/1968             | 37     | 16   | FC Metz         |
| Ligue 1 1968/1969             | 28     | 13   | FC Metz         |
| 1. belgická liga 1969/1970    | 29     | 15   | KAA Gent        |
| 1. belgická liga 1970/1971    | 23     | 2    | KAA Gent        |
| 2. belgická liga 1971/1972    | -      | -    | KAA Gent        |
| CELKEM Ligue 1                | 65     | 29   |                 |
| CELKEM 1. belgická liga       | 52     | 17   |                 |